# Molesme
Molesme är en kommun i departementet Côte-d'Or i regionen Bourgogne-Franche-Comté i östra Frankrike. Kommunen ligger i kantonen Laignes som tillhör arrondissementet Montbard. År 2022 hade Molesme 274 invånare.

## Befolkningsutveckling
Antalet invånare i kommunen Molesme
Referens:INSEE